# (8315) Bajin
(8315) Bajin est un astéroïde de la ceinture principale.

## Description
(8315) Bajin est un astéroïde de la ceinture principale. Il fut découvert le 25 novembre 1997 à la station de Xinglong par le programme Beijing Schmidt CCD Asteroid Program. Il présente une orbite caractérisée par un demi-grand axe de 2,21 UA, une excentricité de 0,17 et une inclinaison de 7,9° par rapport à l'écliptique.

## Compléments